# Игл (аэропорт)
Аэропорт Игл (англ. Eagle Airport), (ИАТА: EAA, ИКАО: PAEG, FAA LID: EAA) — государственный гражданский аэропорт, расположенный в 4 километрах к востоку от центрального делового района города Игл (Аляска), США.

## Операционная деятельность
Аэропорт Игл занимает площадь в 35 гектар, расположен на высоте 277 метров над уровнем моря и эксплуатирует одну взлётно-посадочную полосу:
- 6/24 размерами 1097 х 23 метров с гравийным покрытием.

В период с 31 декабря 2005 по 31 декабря 2006 года Аэропорт Игл обработал 2400 операций взлётов и посадок самолётов (в среднем 200 операций ежемесячно), из них 83 % пришлось на авиацию общего назначения и 17 % — на рейсы аэротакси.